# Natividad Amador
Natividad Amador es una artista mexicana conocida por su habilidad en la creación de textiles y por su trabajo en la preservación y promoción de la cultura zapoteca de Juchitán. 

## Trayectoria
Nacida en Juchitán, México, Natividad Amador se sumerge en el arte textil desde una edad temprana, influenciada por las tradiciones ancestrales de su comunidad. Su respeto por la cultura zapoteca la impulsa a explorar y revitalizar técnicas de tejido tradicionales que han sido transmitidas de generación en generación.
En sus creaciones, Amador emplea una amplia gama de materiales locales, incluyendo algodón y lana, y utiliza tintes naturales para crear colores que buscan evocar la riqueza del paisaje y la herencia cultural de Juchitán narrando historias .
El trabajo de Natividad Amador ha sido reconocido y exhibido en galerías y museos de prestigio a nivel nacional.